# Hypotrophie
Die Hypotrophie (zu altgriechisch ὑπό/τροφή, neugriechisch υποτροφία, neulateinisch hypotrophia „Unterernährung“), auch Hypotrophia bzw. einfache Atrophie genannt, bezeichnet in der Medizin eine unterdurchschnittliche Größenentwicklung eines Organsystems, Organs, Organteils, Gewebes oder einer Anlage bedingt durch unzureichende Ernährung und/oder Zellverkleinerung als Folge funktioneller Minderbelastung, die zu verminderter Funktionsfähigkeit von Organen, Geweben, Muskeln etc. infolge eines Körpersubstanzschwunds, sprich einer Verkleinerung von Organen oder Geweben durch Abnahme der Zellgröße bei gleich bleibender Zellzahl führen kann. Diese Krankheit tritt beispielsweise nach langer Bettruhe oder durch unzureichende Nährstoffversorgung auf. Das Gegenteil stellt die Hypertrophie dar.